# 죽주산성
죽주산성(竹州山城)은 대한민국 경기도 안성시 죽산면에 있는 산성이다. 1973년 7월 10일 경기도의 기념물 제69호로 지정되었다.

## 개요
비봉산(해발 391m) 동쪽에 연접한 해발 250m 봉에 있다. 산성에서는 서쪽은 비봉산에 막혀 있지만, 다른 쪽은 원거리까지 조망된다.
죽주산성은 내성과 중성, 외성으로 구성되어 있다. 초축 성벽을 일부 공유하며 고려, 조선시대에 계속 수축되었다. 초축성벽은 산 정상부에서 능선을 따라 곡간부를 감싸도록 쌓은 것으로 보인다. 성벽의 둘레는 1,322m로 삼국시대 성곽 중 대규모에 속한다. 성벽은 기저부를 계단식으로 정지하고, 내벽과 외벽 및 속채움까지 모두 돌로 쌓았다. 성돌은 장방형으로 가공하여 바른층쌓기 방식으로 수직에 가깝게 쌓아 올렸다. 외벽에는 보축성벽을 덧붙여 쌓았다. 이러한 축성법은 죽주산성은 6세기 후반에서 7세기 초 신라가 쌓았다는 것을 말해준다. 고려 고종 23년(1236)에 몽고군이 죽주산성을 공격하자 죽주방호 별감 송문주 장군이 15일 동안을 싸워 적을 물리쳤다. 이 때에 삼국시대에 초축된 성벽을 수축한 것으로 보인다. 조선시대에도 임진왜란 때 변이중·황진 장군의 부대가 이 산성에서 싸워 승리했다. 임진왜란 후에도 수축이 이루어졌다. 이때 왜성의 축성법이 일부 적용된 것으로 알려져 있다. 성벽의 외벽경사가 완만해지고, 특히 남치성은 모서리에 대석이 사용되는 등 왜성의 축성법을 모방한 것으로 보인다. 그러나 다곽의 곡륜(曲輪)을 특징으로 하는 왜성의 평면배치 양상이나, 독특한 성문의 구조 등은 적용되지 않았다.
죽주산성은 여러 시기의 축성법을 간직하고 있는 우리나라 축성기술사의 보고라고 할 수 있다.

## 참고 자료
- 죽주산성 - 국가유산청 국가유산포털